# Andy Lally
Pour les articles homonymes, voir Lally.
Andy Lally, né le 11 février 1975 à Northport dans le Comté de Suffolk (New York), est un pilote automobile américain engagé en Rolex Sports Car Series, American Le Mans Series et NASCAR.

## Palmarès
- Grand-Am Cup

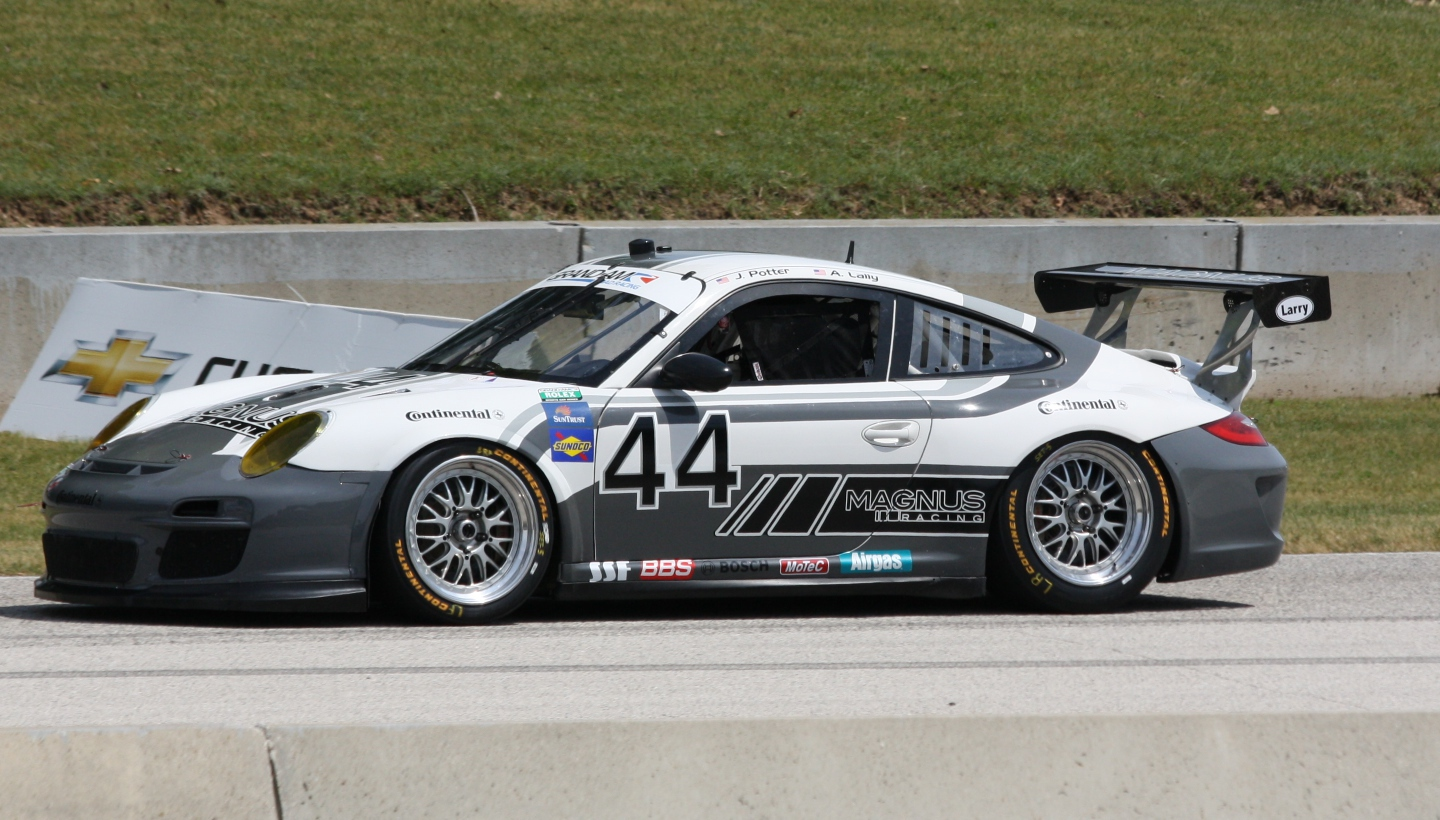
2010

  - Huit participation entre 1999 et 2010
  - Dix victoires dans la catégorie GS
  - Vice-champion dans la catégorie GS en 2006

- Rolex Sports Car Series
  - Champion dans la catégorie SRP2 en 2001
  - Quatre victoires dans la catégorie SRP2 dont les 24 Heures de Daytona en 2001 sur une Lola B2K/40-Nissan de l'écurie Archangel Motorsport Services
  - Champion dans la catégorie GT en 2004 et 2006
  - Vice-champion dans la catégorie GT en 2005
  - Une vingtaine de victoires dans la catégorie GT dont les 6 Heures de Watkins Glen en 2004, 2007 et 2010 et les 24 Heures de Daytona en 2009, 2011 et 2012

- American Le Mans Series
  - Deux victoires dans la catégorie GTC en 2010 dont le Petit Le Mans

## Résultats aux 24 Heures du Mans
| Année | Voiture     | Équipe              | Équipiers                 | Résultat |
| ----- | ----------- | ------------------- | ------------------------- | -------- |
| 2005  | Courage C65 | Miracle Motorsports | John Macaluso / Ian James | Abandon  |
| 2006  | Courage C65 | Miracle Motorsports | John Macaluso / Ian James | 14e      |